# Piranha Club
Piranha Club è una striscia a fumetti scritta e disegnata da Bud Grace e distribuita dalla King Features Syndicate dal 1988. In origine era intitolata Ernie, dal nome di uno dei personaggi, il titolo venne cambiato nel 1998. La striscia ha fatto il suo debutto nel febbraio del 1988 e Grace ha ricevuto il National Cartoonist Society Newspaper Comic Strip Award per il 1993 per questa strip.
La striscia è molto popolare in Norvegia e Svezia, dove è pubblicata in una rivista umoristica con il titolo originale, Ernie. È pubblicata regolarmente anche in Estonia. In Italia venne pubblicata per qualche tempo sulla rivista Comix.

## Personaggi
- Ernie Floyd: vero nome, Ernest, è il protagonista;
- Sidney Fernwilter: è lo zio di Ernie, nonché tesoriere del Piranha Club;
- Doris Husselmayer: è la fidanzata di Ernie.